# 陈光中
陈光中（1930年4月—），浙江永嘉人，中国法学家，被尊称为“中国新刑事诉讼法之父”。

## 生平
1930年4月，出生于浙江省温州永嘉县白泉村。
1948年，考入国立中央大学法律系。1949年，中央大学改名南京大学，1950年从南京大学法律系转到北京大学法律系。1952年毕业，参加北京政法学院的创建工作。
1966年，“文化大革命”开始，陈光中被审查批判下放到安徽省濉溪县“五七干校”劳动。由于北京政法学院被撤销，全体教师或自找出路或就地分配，陈光中最后随妻子去广西大学中文系工作，主讲近代史。
1982年，任中国社会科学院法学研究所任刑法室主任。1986年，经国务院学位委员会批准，成为全国第一位诉讼法学博士生导师。1983年，北京政法学院改名中国政法大学后，返校任教，1988年，任中国政法大学常务副校长，1993年，任中国政法大学校长。
1993年10月，受全国人大法制工作委员会的委托主持刑事诉讼法修改研究工作。

## 社会兼职
1984年，中国法学会诉讼法学研究会成立至今，连续四届被推选为会长。

## 著作
- 《中華人民共和國刑事訴訟法釋義與應用》，吉林人民出版社，1996年6月
- 《法學概論》，中國政法大學出版社，1996年8月
- 《刑事訴訟法學（新編）》中國政法大學出版社，1996年12月
- 《刑事訴訟法（修正）實務全書》，中國檢察出版社，1997年1月
- 《律師資格考試案例分析》，法律出版社，1997年6月
- 《刑事法學》（律考教材），法律出版社，1998年7月
- 《聯合國刑事司法準則與中國刑事法制》，法律出版社，1998年11月
- 《中華人民共和國刑事訴訟法修改建議稿與論證》，中國方正出版社，1999年2月
- 《金融欺詐的預防與控制》，中國民主法制出版社，1999年版
- 《刑事訴訟法學五十年》，警官教育出版社，1999年版
- 《刑事訴訟法學》，中國政法大學出版社，1999年版
- 《法律基礎》，北京出版社，1999年版
- 《刑事訴訟法實施問題研究》，法制出版社，2000年3月版

## 論文
- 《孔子是奴隶主贵族的反动教育家》（与陈梧桐合著），《广西大学学报（哲学社会科学版）》，1973年6月15日
- 《孔子是没落奴隶主阶级的卫道士》（与陈梧桐合著），《广西大学学报（哲学社会科学版）》，1973年6月15日
- 《中國刑事司法制度:現狀及發展趨勢》,《中國法律》，1996年1月
- 《刑事訴訟法學研究現狀與發展趨勢》,《法學家》，1996年2月
- 《刑事司法人權保障的新篇章》，《政法論壇》，1996年4月
- 《懲罰犯罪與保障人權相結合，立足國情與借鑒外國相結合——參與刑事訴訟法修改的體會》，《政法論壇》，1996年6月
- 《刑訴法修改的成功是貫徹依法治國方針的重要成果》，《法學》，1996年11月
- 《確保修正後的刑事訴訟法的正確實施》，《法制日報》，1996年12月30日
- 《刑訴法學研究現狀與發展趨勢》，《法學家》，1996年2月
- 《懲治貪污案件程式之比較研究》，國際反貪大會論文集，1996年
- 《懲治貪污立法比較研究》，國際反貪大會論文集，1996年
- 《不折不扣地執行修改後的刑訴法》，《檢察日報》，1997年1月10日
- 《中國審判方式之改革》，德中刑事法律學術研討會，1997年10月
- 《十四大以來法制建設成就筆談》，《中國法學》，1997年10月
- 《論訴訟法的價值》，《法制日報》，1998年2月10日
- 《論訴訟法與實體法的關係》，《訴訟法論叢》第1卷
- 《刑事訴訟法學研究現狀與發展趨勢》，《法學家》，1996年2月
- 《刑事法制的回顧與展望》，《中國社會科學》，1998年5月
- 《刑事訴訟法學二十年》，《中國法學》，1998年4月
- 《〈聯合國公民權利和政治權利國際公約〉與我國刑事訴訟》，《中國法學》，1998年6月
- 《《聯合國公民權利和政治權利國際公約》與中國刑事訴訟》,《法制與社會發展》，1999年5月
- 《刑事訴訟法實施問題座談會紀要》，《政法論壇》，1999年5月
- 《內地刑事訴訟制度的新發展》,刑事法評論》第1卷,中國政法大學出版社，2000年1月
- 《刑事訴訟法實施三年的回顧與展望》,《刑事訴訟法實施問題》代序言，2000年4月
- 《進一步改革和完善中國刑事訴訟制度的幾點思考》,《人民司法》，2000年4月